# Andrena callopyrrha
Andrena callopyrrha är en biart som beskrevs av Cockerell 1929. Andrena callopyrrha ingår i släktet sandbin, och familjen grävbin. Inga underarter finns listade i Catalogue of Life.